# Moritz Schnitzer
Moritz Schnitzer (20. července 1861 Nový Bydžov – 4. února 1939 ? Varnsdorf) byl německý průmyslník a podnikatel židovského původu, člen úspěšného podnikatelského rodu Schnitzerů, podnikající v oboru textilní výroby zejména ve Varnsdorfu a na dalších místech v severních Čechách. Proslul zejména jako propagátor zdravého životního stylu, vegetariánství a jako zakladatel rozsáhlé zahrádkářské nájemní kolonie Sluneční osada zdraví ve Varnsdorfu.

## Život

### Mládí
Narodil se v Novém Bydžově do židovské rodiny Julia (Jakoba) Schnitzera, majitele textilní firmy J. Schnitzer, později J. Schnitzer & Söhne. Rodina se posléze přemístila do Varnsdorfu, kde se začala specializovat na výrobu sametu. Po studiu začal působit v rodinné firmě, posléze se osamostatnil a založil vlastní textilní firmu Moritz Schnitzer. Ve Varnsdorfu ve stejné době působilo ještě několik firem ovládaných členy rozvětvené podnikatelské rodiny Schnitzerů. Oženil se s Agnes Winklerovou, společně počali několik dětí.

### Veřejná činnost

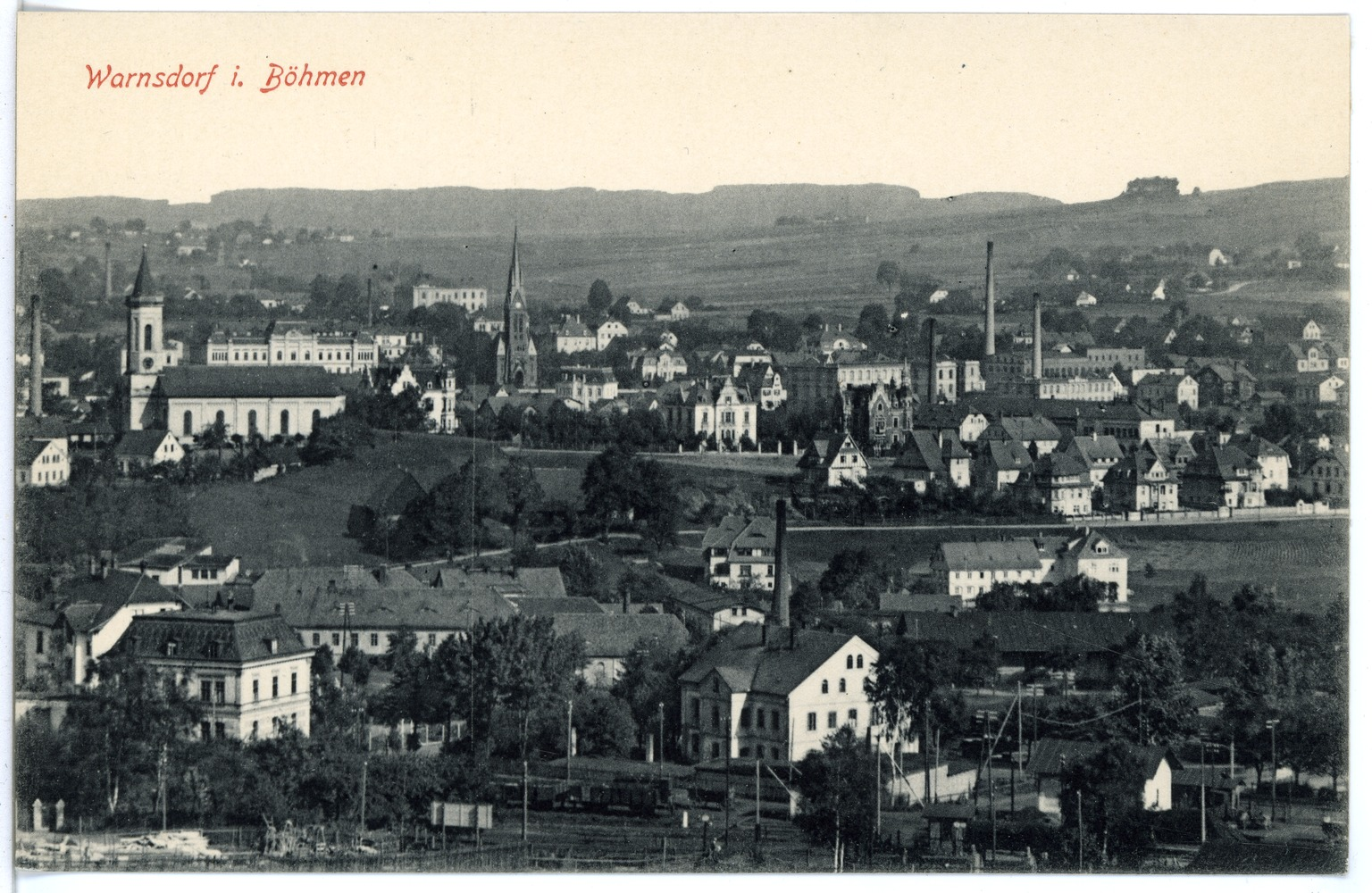
Varnsdorf v roce 1913

Schnitzer byl vedle svého podnikání rovněž činný v oblasti společenské osvěty ohledně zdravého životního stylu a potravinové soběstačnosti. Stal se propagátorem vegetariánství. Roku 1906 zakoupil pozemek na okraji města, kde zřídil první nájemní zahrádkovou osadu. Ty byly určeny především dělníkům z jeho továrny, kterým měl tento způsob hospodářství zajistit pestřejší a zdravější kvalitní rostlinnou stravu a také pohyb na čerstvém vzduchu. Z důvodu vysokého zájmu pak v dalších letech zakoupil další pozemky, které následně dosáhly rozlohy až 20 hektarů. Tento prostor dostal název Sluneční osada zdraví. Schnitzer se rovněž významně zasloužil o zřízení městské plovárny. Byl znám jako odpovědný a oblíbený zaměstnavatel.
Další pozemky byly Schnitzerem zakoupeny v období Velké hospodářské krize v letech 1929 až 1933, kdy plodiny ze záhumenků v kolonii pomáhali tlumit tehdejší nedostupnost potravin.

### Úmrtí
Moritz Schitzer zemřel 4. února 1939, pravděpodobně ve Varnsdorfu, ve věku 77 let.

### Po smrti
Rodina firmu spravovala i nadále, její činnost byla pak omezena událostmi spojenými s vzestupem fašismu v Evropě a druhou světovou válkou. Varnsdorf se po uzavření Mnichovské dohody na podzim roku 1938 stal po záboru Sudet součástí Nacistického Německa a továrna Moritz Schnitzer prošla procesem tzv. arizace majetku.
Roku 2001 byla u příležitosti 95. výročí založení Sluneční osady zdraví Schnitzerovi odhalen kamenný pomník s pamětní plaketou.